# Slonimsky's Book of Musical Anecdotes
Recueil d'anecdotes musicales
Le Slonimsky's Book of Musical Anecdotes (« Recueil d'anecdotes musicales », en français) est un ouvrage historique, musicologique et humoristique de Nicolas Slonimsky, publié en 1948. Il est composé d'une anthologie d'anecdotes liées à des compositeurs et à des œuvres de musique classique, depuis l'antiquité jusqu'au milieu du XXe siècle.

## Présentation
Le Recueil d'anecdotes musicales est divisé en sept sections d'importance inégale :
1. « Musique en scène » (Incidental music[1])
2. « Introuvables dans les biographies officielles » (Not to be found in Authorized Biographies[2])
3. « Ces trucs modernes » (This modern stuff[3])
4. « Les musiciens sont comme ça » (Musicians are like that[4])
5. « Rouge, blanc, blues » (Red, white and blue notes[5])
6. « Le Carnaval des animaux » (The Carnival of Animals[6])
7. « Vers et pire » (Verse and worse[7])

Nicolas Slonimsky fait précéder son recueil d'un avant-propos, intitulé « Apologia », présentant les principales sources de son ouvrage : articles de journaux européens remontant à 1784, correspondances privées, recueils de bons mots correctement attribués, résultats de recherches sur des questions ayant longtemps fait débat, questions toujours ouvertes concernant des œuvres ou des compositeurs, jusqu'à des petites annonces et des poèmes autour de la musique. 
L'ouvrage est achevé le 29 février 1948.

### Édition
- (en) Nicolas Slonimsky, Slonimsky's Book of Musical Anecdotes, New York, Routledge, 2002 (1re éd. 1948), 305 p. (ISBN 0-415-93938-0, lire en ligne)

### Du même auteur
- (en) Nicolas Slonimsky, Lexicon of musical invective, New York, W.W. Norton & Company, 2000 (1re éd. 1953), 325 p. (ISBN 978-0-393-32009-1)
- (en) Nicolas Slonimsky, Perfect Pitch : A Life Story, New York, Oxford University Press, 1988, 263 p. (ISBN 0-19-315155-3)